# Li Wenhua
En una onomàstica xinesa Li es el cognom i Wenhua el prenom.
No confondre amb Li Wenhua (ecologista)李文华 (1932-2022)
Li Wenhua (xinès simplificat: 李文化) (Chengde 1929 - 2012) Director de fotografia, guionista i director de cinema xinès.

## Biografia
Li Wenhua va néixer l'1 de gener de 1929 a Chengde a la província xinesa de Hebei. Va morir el 19 de juny de 2012.

#### Carrera cinematogàfica
Va començar com a director de fotografia l'any 1959, en l'època del Gran Salt Endavant i va col·laborar amb el director Wei Rong en el llargmetratge 粮食 (Grain), que va ser el seu primer treball.
Durant més de quinze anys va col·laborar amb directors com Dong Kena, Jie Fu, Chen Fangqian, Tian Xie, i Xie Tieli. El 1972 va començar a fer d'ajudant de direcció i el 1974 en plena Revolució Cultural va escriure i dirigir el seu primer film, 侦察兵 (The Scout). El 1975 va rodar 决裂 - Jue Lie - (Breaking with Old Ideas), traduïda al català com " Trencant amb les velles idees  " ( un exemple de cinema al servei de les polítiques educatives de la pedagogia maoista. Desprès va filmar pel·lícules com 决裂  (Breaking) i 海囚 (Prisoner).
Finalitzada l'etapa de la Revolució Cultural va dirigir varies pel·lícules de l'estil wuxia, entre elles la primera pel·lícula d'arts marcials de 70 mm de la Xina continental 无敌鸳鸯腿 "The Invencible Mandarin Duck Legs". El 1979, va dirigir el llargmetratge "Tear Stain" que va guanyar el 3r Premi "Popular Film Hundred Flowers" (Jinji Jiang) a la millor pel·lícula i el premi al millor cinema del Ministeri de Cultura xinès.

## Filmografia destacada
| Any  | Títol xinès | Títol anglès                  |
| ---- | ----------- | ----------------------------- |
| 1974 | 侦察兵      | The Scout                     |
| 1975 | 决裂        | Breaking with Old Ideas       |
| 1979 | 泪痕        | Tear Stain                    |
| 1982 | 白鸽        |                               |
| 1987 | 金镖黄天霸  | Golden Dart Hero              |
| 1988 | 无敌鸳鸯腿  | The Magic Legs                |
| 1990 | 索命逍遥楼  | Death at the Carefree Mansion |
| 1991 | 泰山恩仇    | Searing Passion               |
| 1991 | 落花坡情仇  | Bloodshed on the Luohuapo     |
| 1992 | 黑雪        |                               |